# Kaliakra

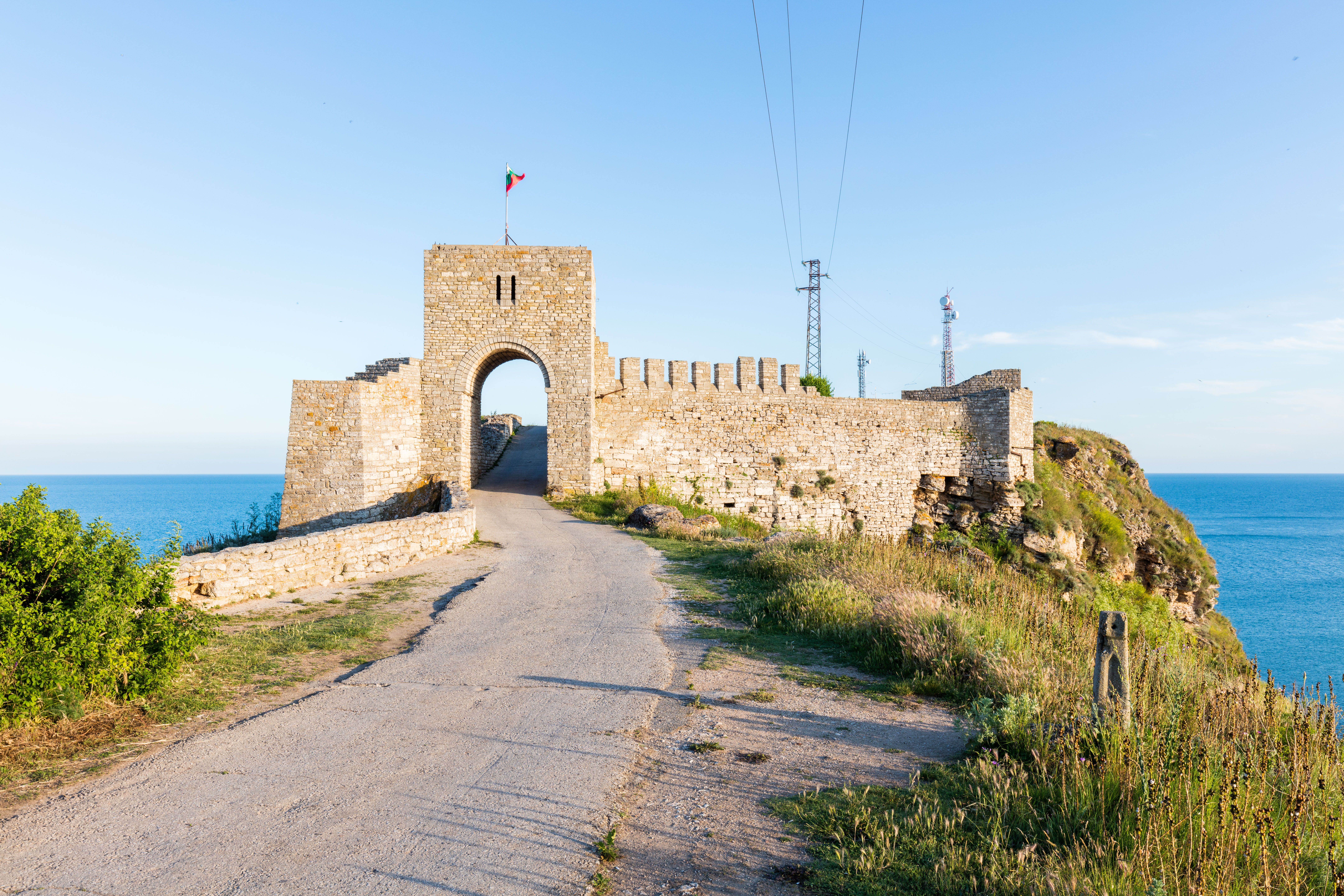
La fortalesa medieval de Kaliakra

Kaliakra (búlgar: Калиакра) és un cap llarg i estret localitzat a la Dobrudja Meridional, una regió del nord de la costa de la mar Negra, situat a 12 km a l'est de Kavarna i a 60 km al nord-est de Varna. La costa és escarpada amb penya-segats verticals que arriben a 70 m fins al mar.
Kaliakra és una reserva natural, on es poden observar dofins, cormorans i pinnípedes. També enclou les restes de les muralles i residència del dèspota Dobrotitsa de l'efímer despotat de Dobrudja. La cala de Bolata amb una petita platja protegida es troba just al nord de la boca d'un congost pintoresc, que també forma part de la reserva natural.

## Nom i història
Aquests noms han estat utilitzats per a la península i la fortalesa al llarg de la història:
- Traci: Tirizis
- Grec: Καλή Άκρα (Kalē Akra)
- Italià: Capo Calacria
- Turc: Celigra Burun
- Romanés: Caliacra

El nom Kaliakra és d'origen grec medieval. És una combinació de «καλός» ('bella') i «άκρα» ('península' o 'fortalesa'), i tradicionalment es tradueix com 'península bella'.
Ací tingué lloc la batalla naval del cap Kaliakra l'11 d'agost de 1791, part de la Guerra russoturca (1787-1792).
El primer far modern de Kaliakra l'edificà al 1866 la Compagnie des Phares de l'Empire Ottomane; l'actual (a 10 m de la torre cilíndrica de maçoneria de pedra amb llanterna i galeria) fou erigit el 1901, amb l'alçada del pla focal de 68 m i un centelleig blanc (cada 5 segons); també té un emissor de ràdio navegador i una sirena de boira.
Actualment (2009), diverses instal·lacions d'energia eòlica s'estan desenvolupant a la zona.

## Galeria

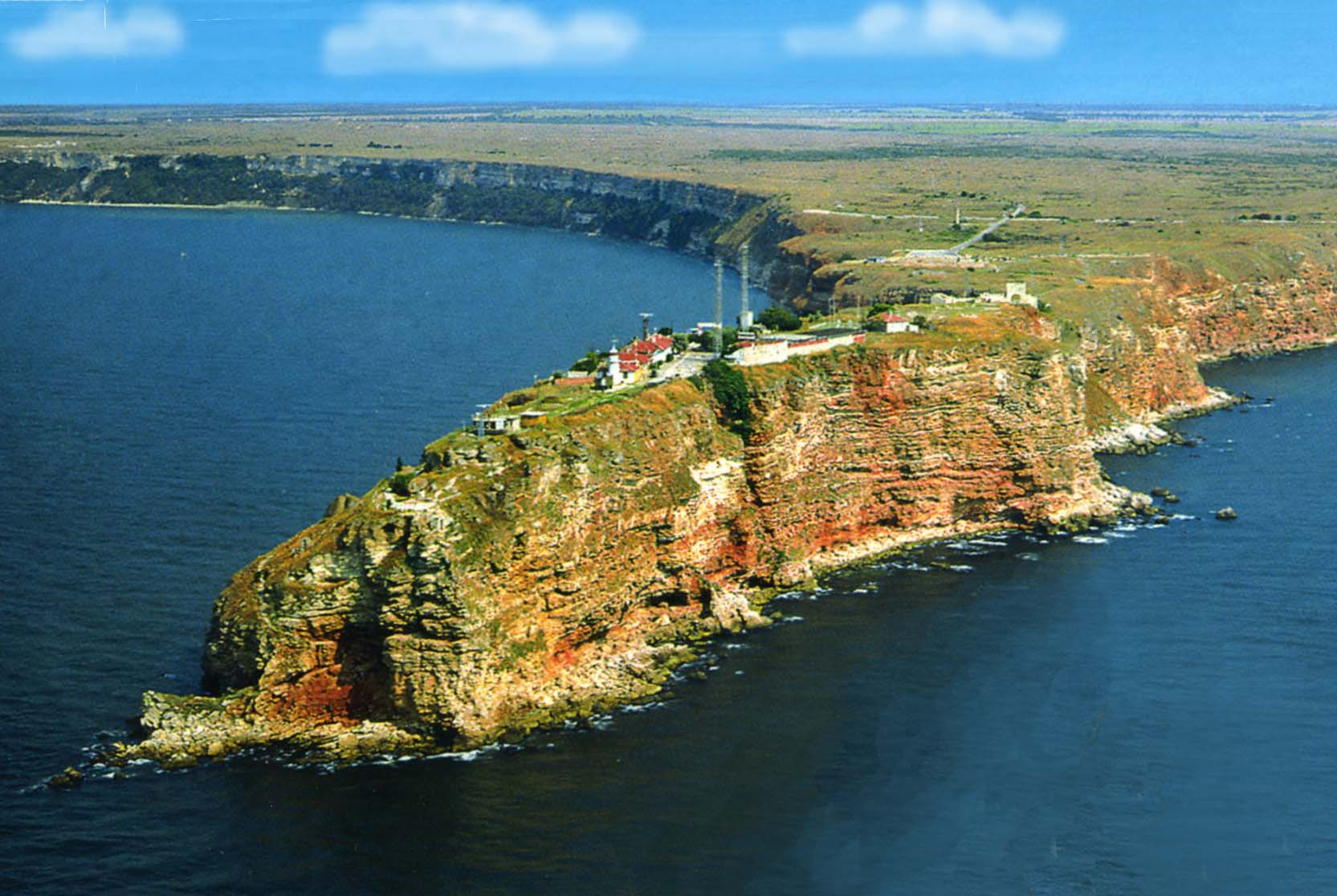
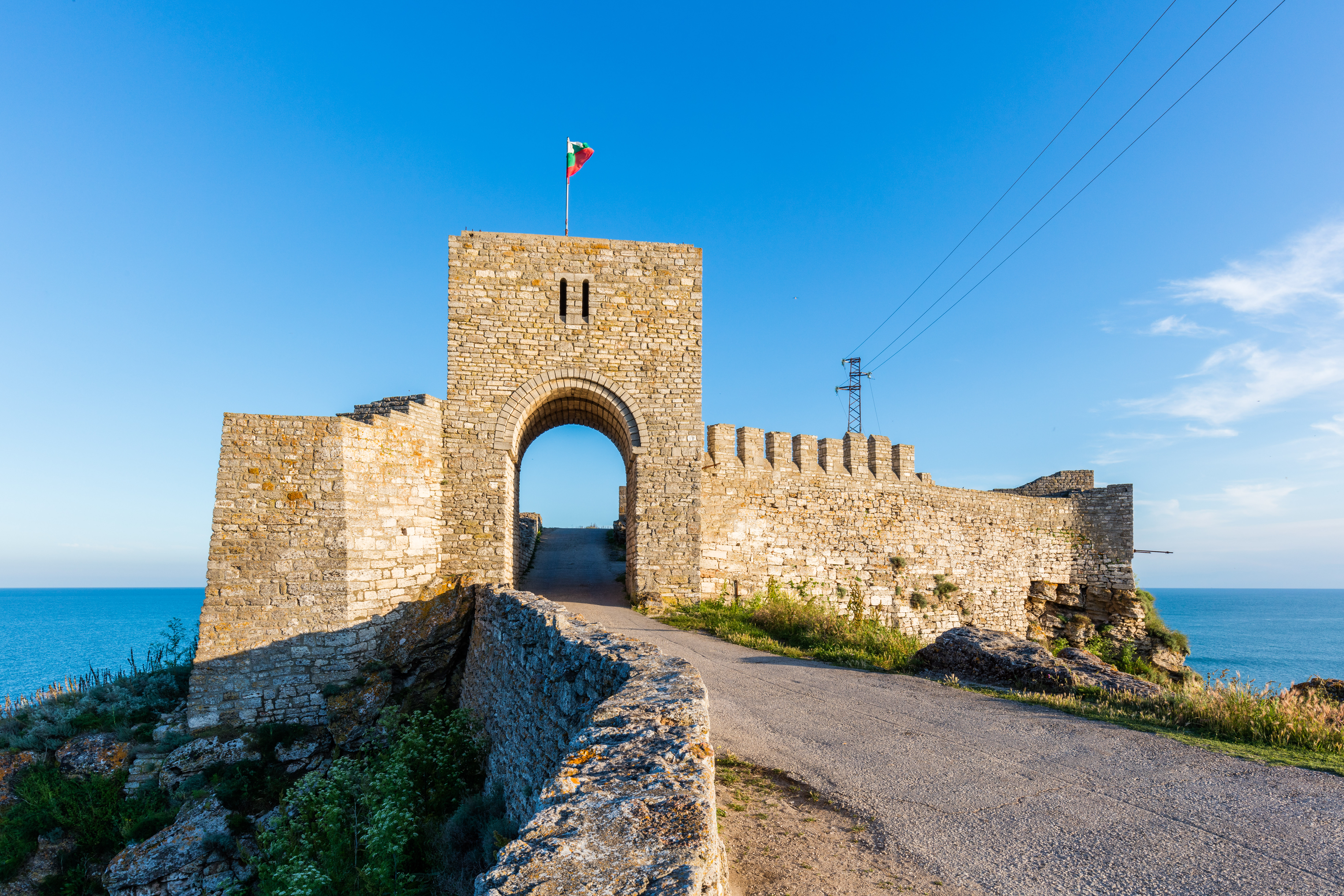
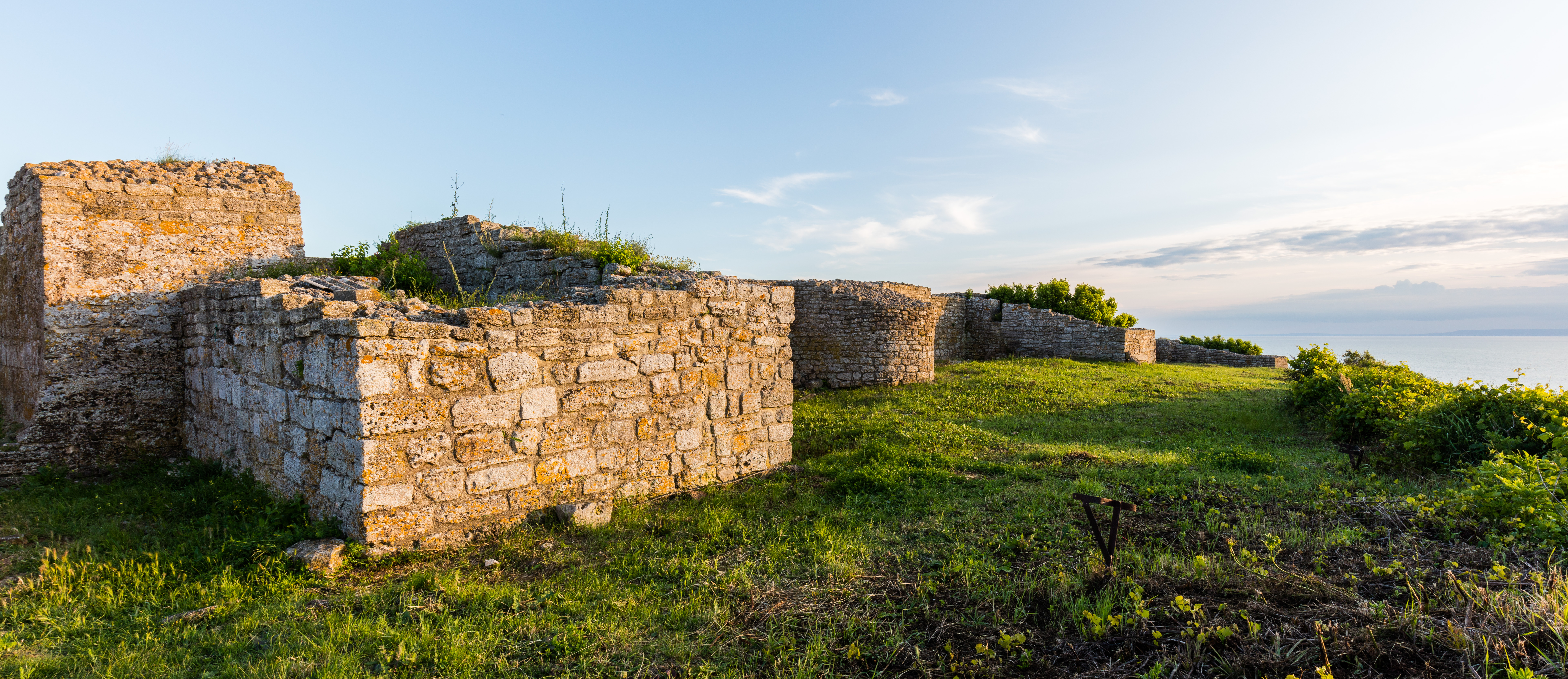
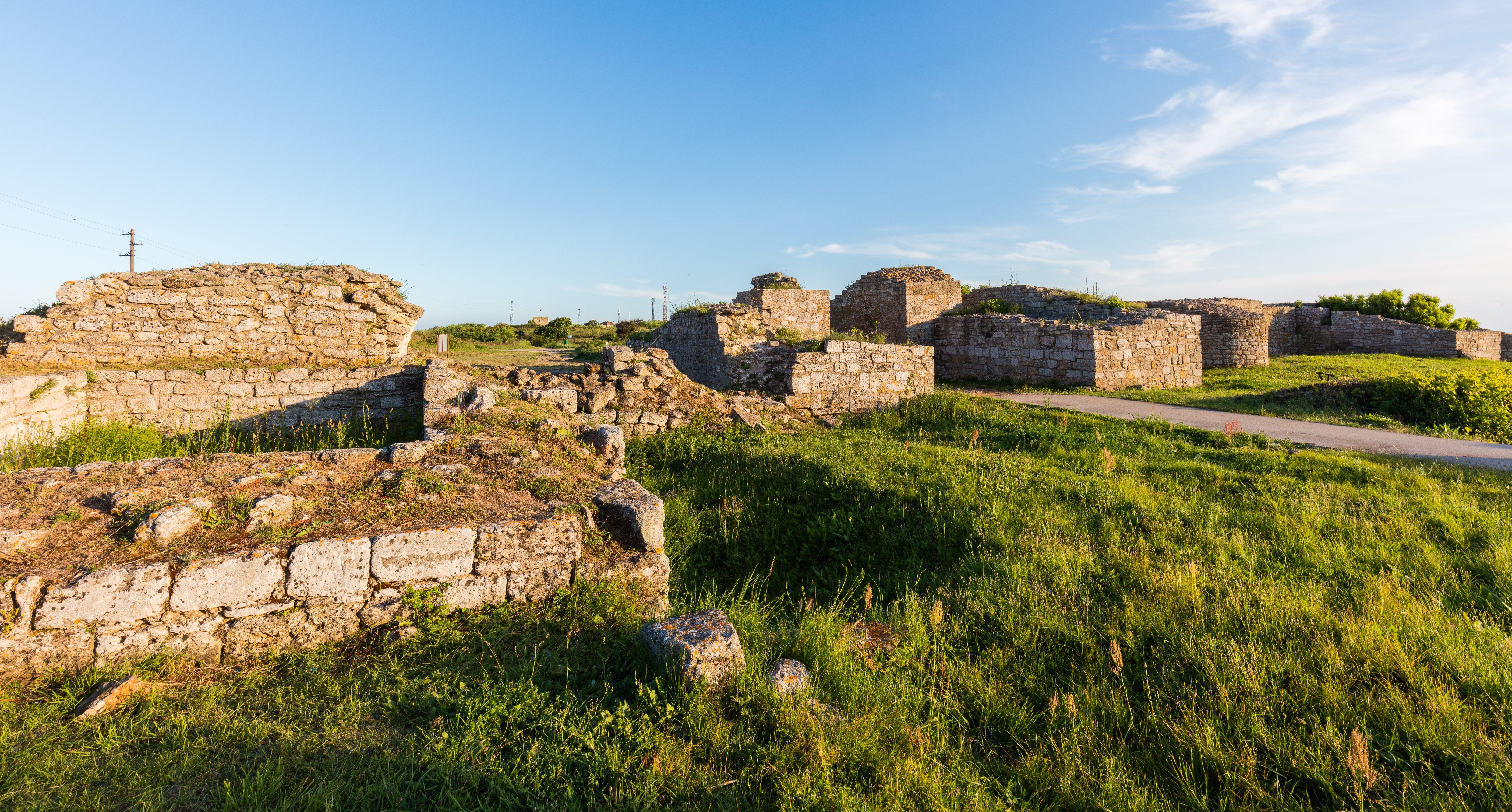
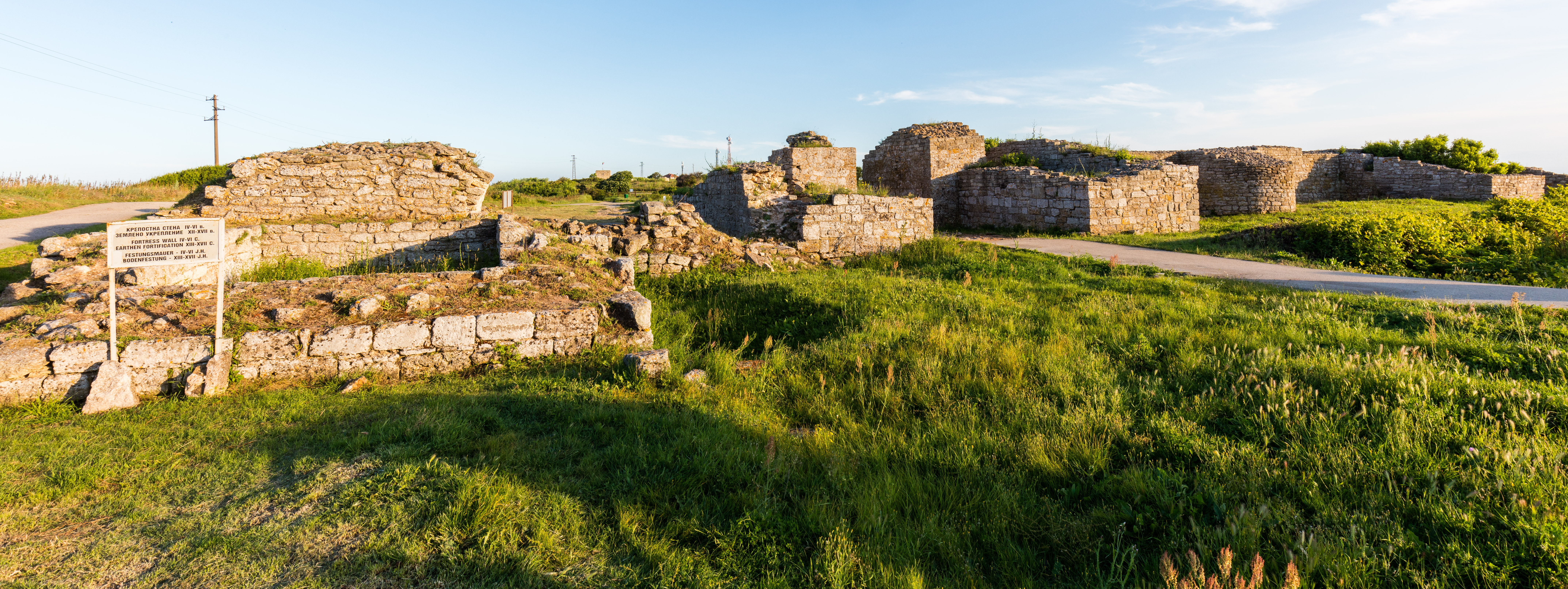
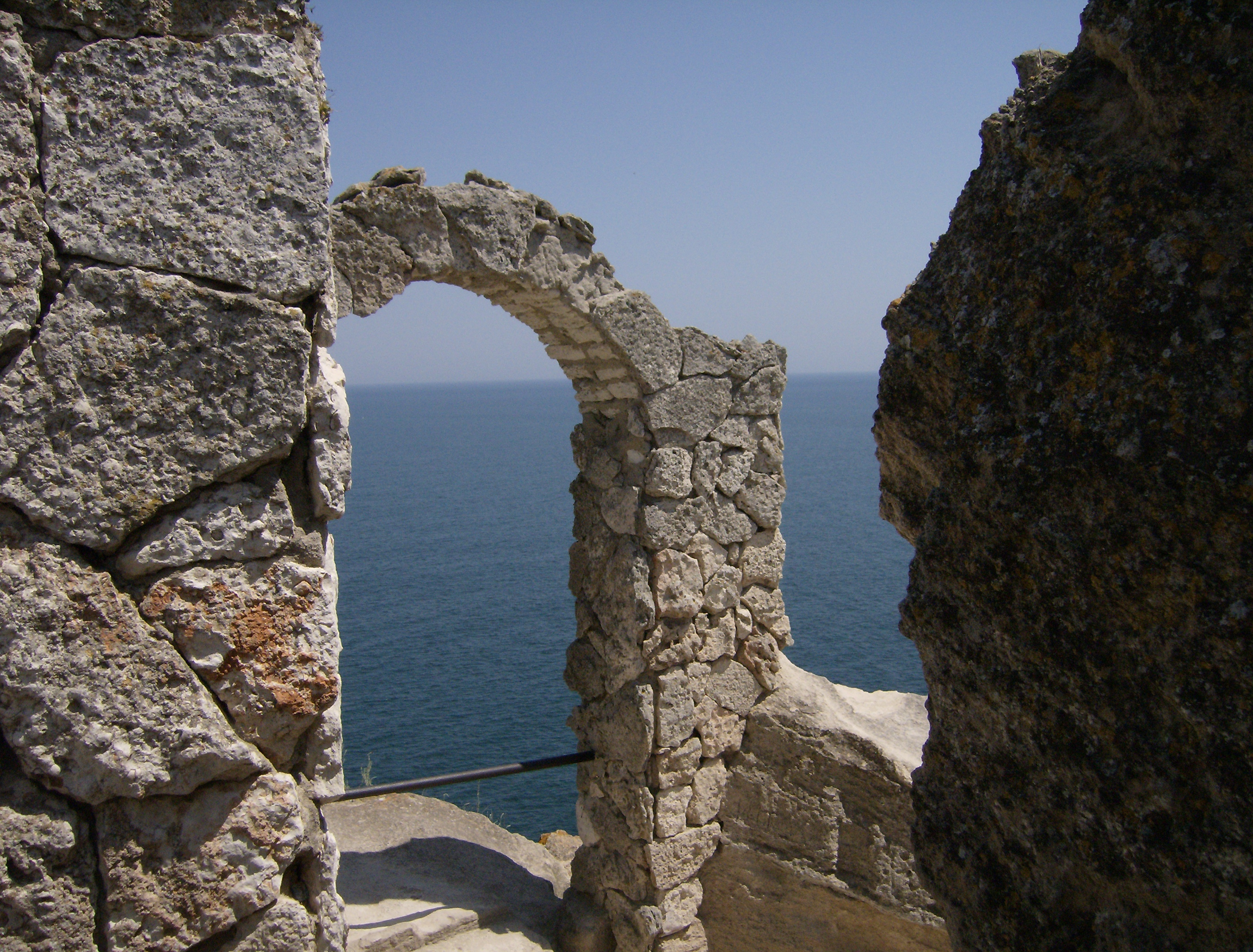
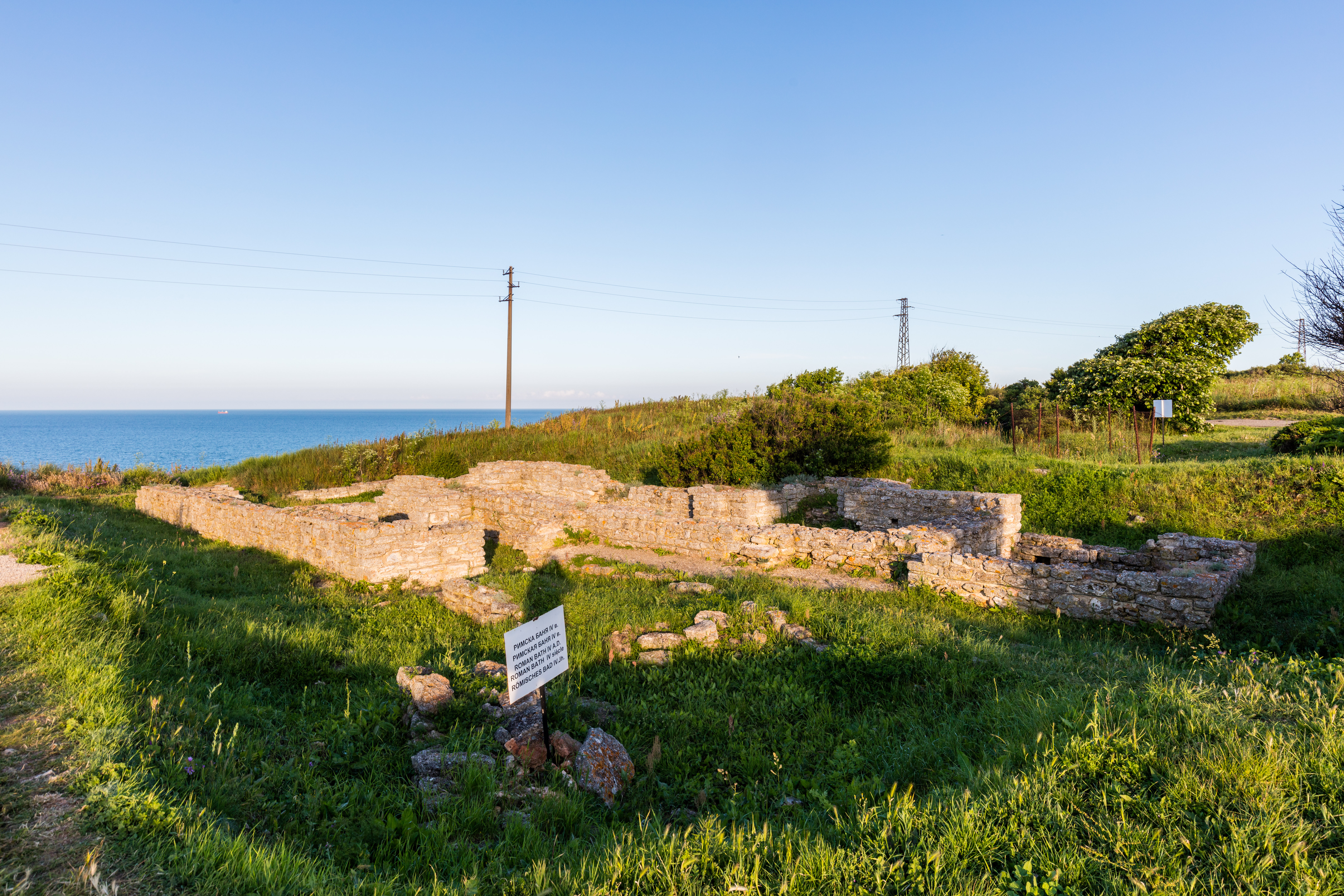
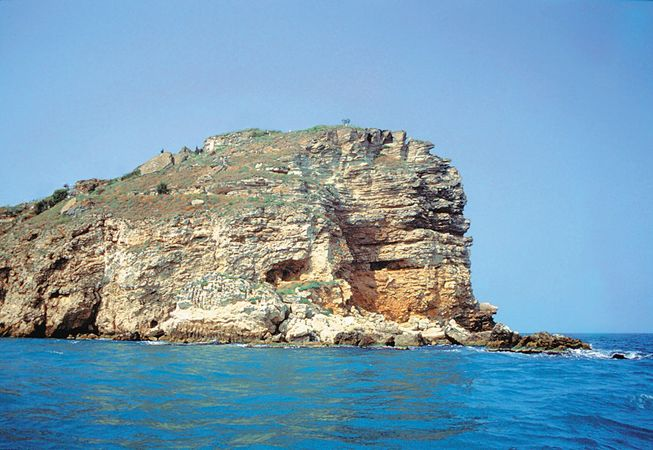
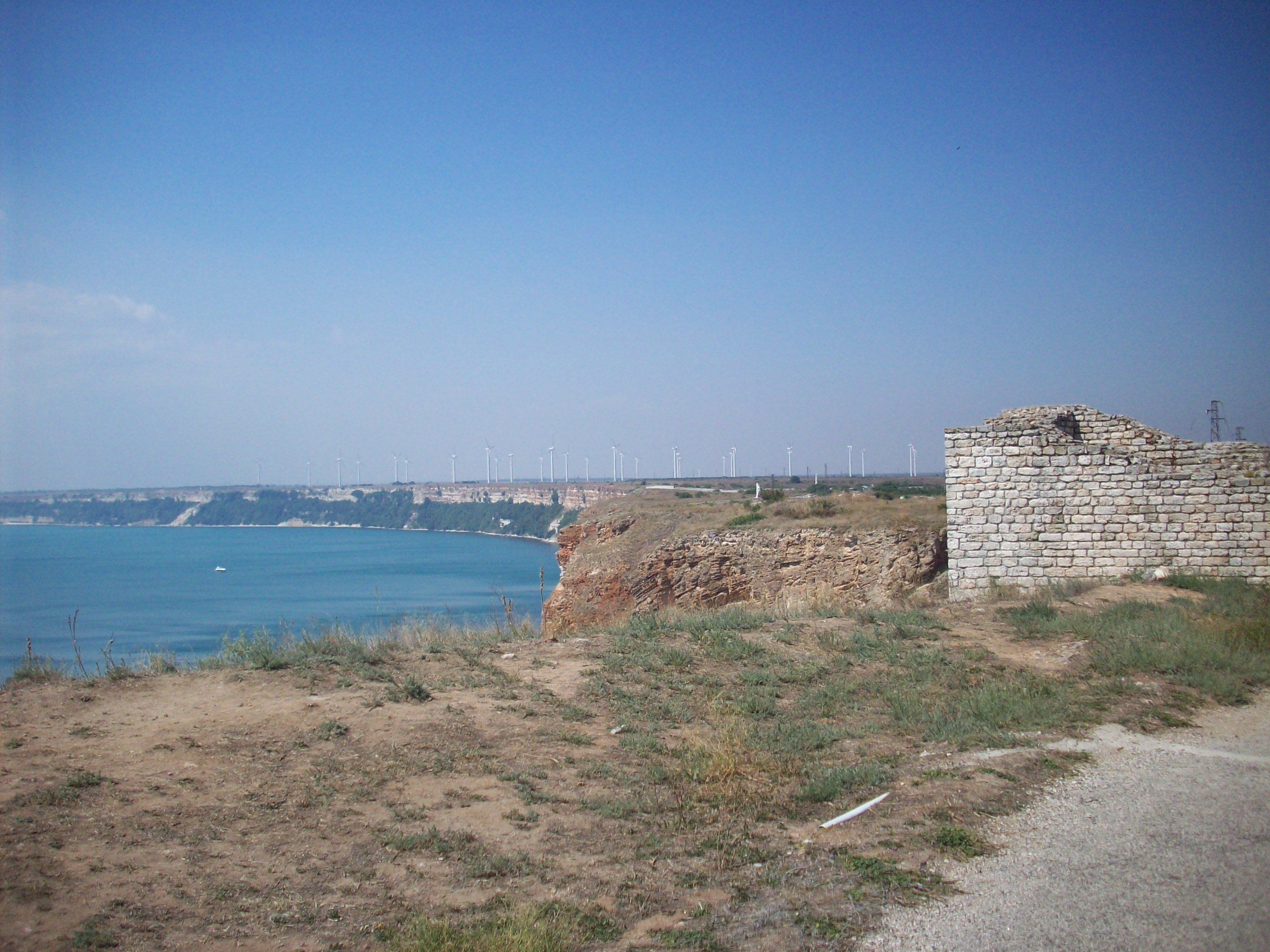
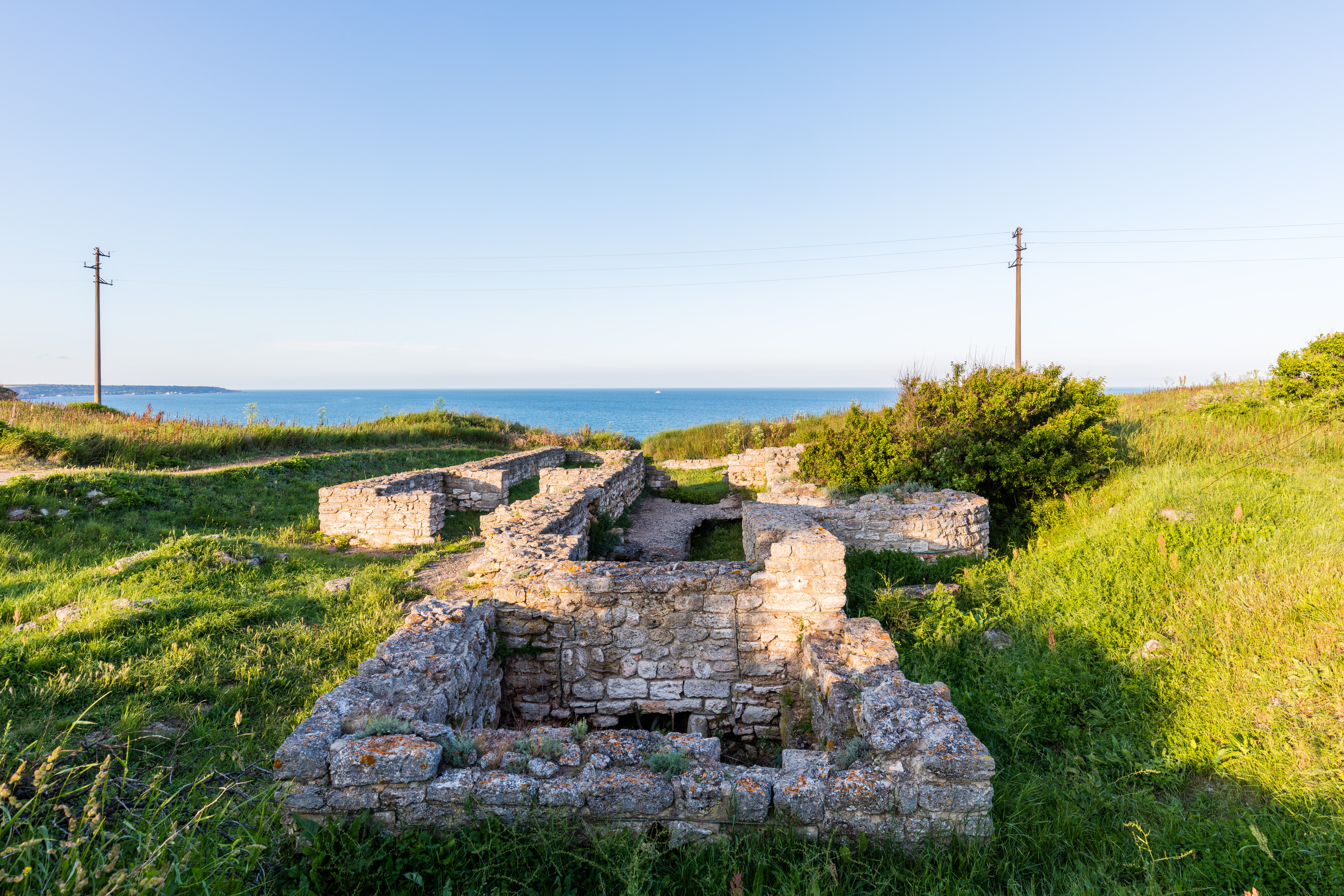
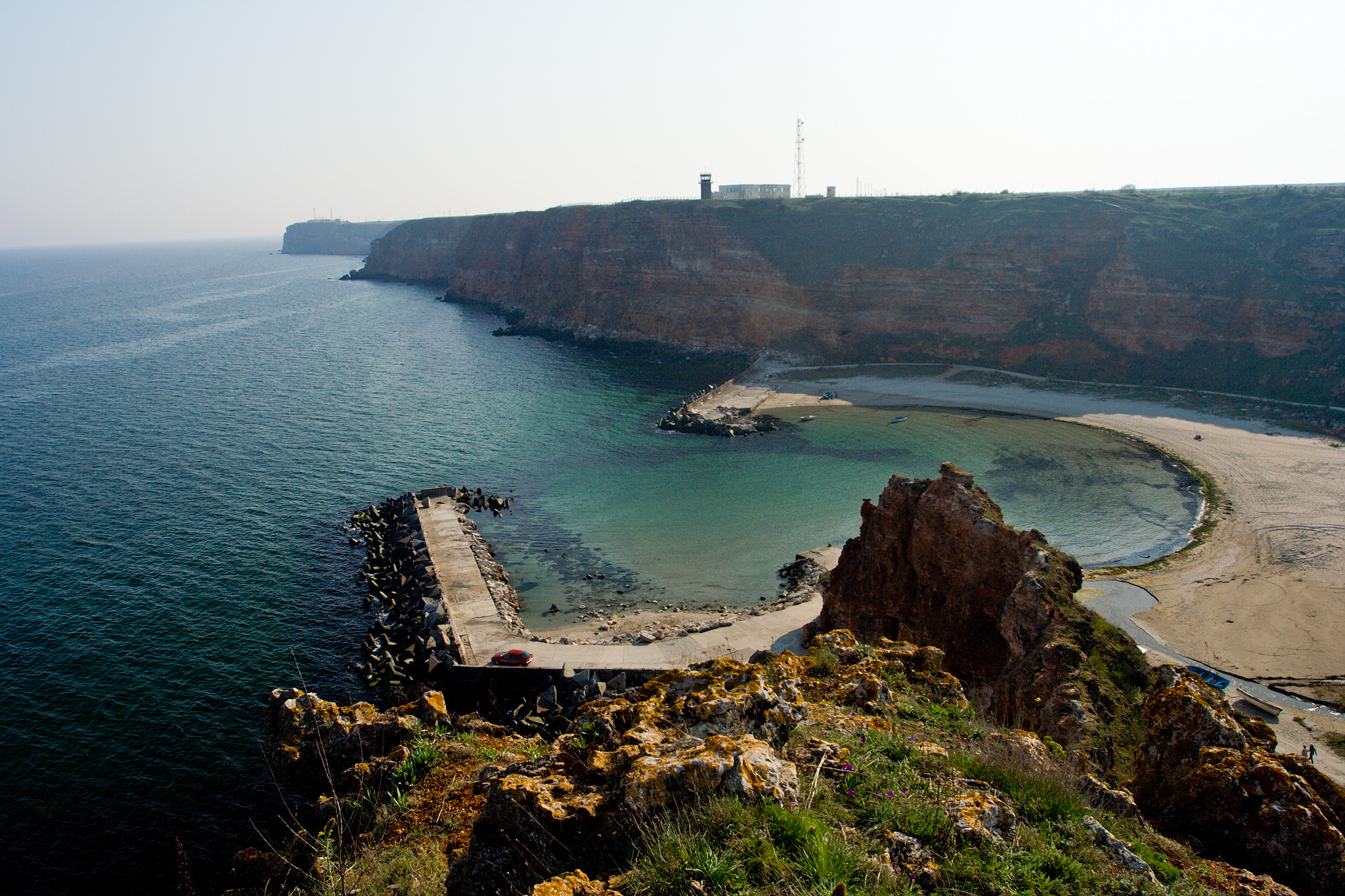
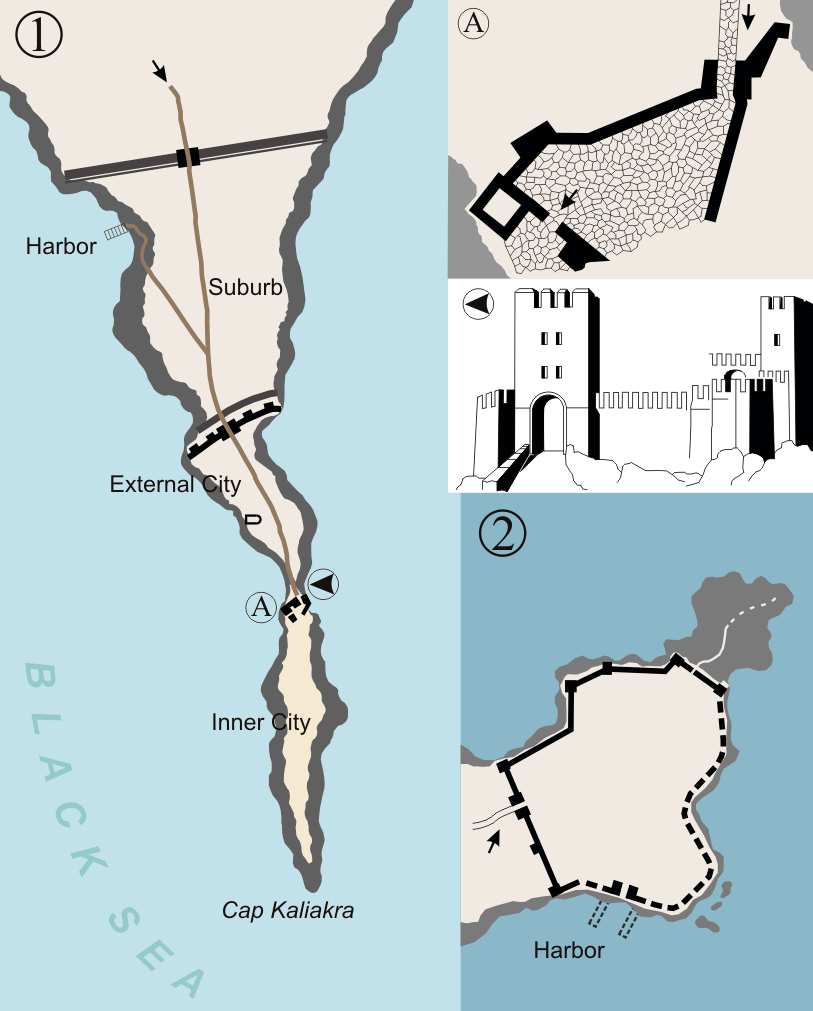